# Хамош, Хода
Хода Хамош (род. 1996, Кабул или Иран) — афганская журналистка, поэтесса и активистка за права женщин.

## Биография
Хода родилась в Иране, где её родители нашли убежище после первого прихода талибов к власти. Пока она ещё была ребёнком, её семья вернулась в провинцию Паван, к северу от Кабула, Афганистан.
В 2015 году работала ведущей на нескольких местных радиоканалах. С момента возвращения к власти талибов в августе 2021 года осталась в Афганистане, организуя семинары для девочек и женщин, которых больше не принимают в школы. В конце 2021 года вошла в список 100 женщин Би-би-си.